# Pidgin (lingüística)
Un pidgin (pronunciat ['pidʒin]) és una llengua caracteritzada per combinar els trets sintàctics, fonètics i morfològics d'una llengua amb les unitats lèxiques d'una altra.
El pidgin no és habitualment el dialecte matern de cap grup ètnic o social; generalment, és el dialecte que empra un immigrant de primera generació en el seu nou lloc de residència, o una lingua franca usada en una zona de contacte intens de poblacions lingüísticament distintes, com un port molt actiu; els pidgins foren freqüents també a les colònies, en què estaven formats per la mescla d'elements de la llengua de la nació dominant amb d'altres de les llengües dels nadius o bé d'esclaus que s'hi havien introduït.
El parlant d'un pidgin empra les estructures formals de la seva llengua materna, les quals completa amb vocables de la llengua del seu interlocutor; tot i ser emprat per mantenir comunicacions entre individus amb competències lingüístiques diferents, la gramàtica normalment es redueix a les estructures més elementals.
Un pidgin pot acabar convertint-se en la llengua estable d'un grup: quan això s'esdevé, hom parla d'un crioll o llengua criolla.
Un exemple d'un pidgin seria el pidgin basc-islandès, parlat a Islàndia durant els segles XVII-XVIII.